# Prats de Lluçanès
Prats de Lluçanès – gmina w Hiszpanii, w prowincji Barcelona, w Katalonii, o powierzchni 13,42 km². W 2011 roku gmina liczyła 2659 mieszkańców.